# Aero AT-3
Aero AT-3 – dwumiejscowy samolot szkolno-treningowy i turystyczny w układzie dolnopłata, produkowany w Polsce od 2002 roku. Pierwszy lot  został wykonany w 1997 roku (pilot doświadczalny Maciej Aksler), a pierwszy egzemplarz trafił do klienta w 2002 roku. Jest on certyfikowany według europejskich przepisów EASA JAR-VLA oraz przez amerykańską Federalną Agencję Lotnictwa (FAA).